# Рьо (міра)
Рьо (яп. 両, りょう) — японська одиниця вимірювання ваги, валюти.

## Вага
Приблизний еквівалент китайського ляна. Стандартом для вимірювання ваги були зливки з дорогоцінних металів, золота і срібла.
- 1 рьо = 24 сю = 10 момме = 0,01 кан = 0,0625 кін = 41-42 г.

В період Асука: 41,762 г.
В період Нара: 37,301 г.
На початку періоду Едо: 37,36 г.
Наприкінці періоду Едо: 37,5 г.
В період Мейдзі (1871): 37,56574 г.
В період Мейдзі (1876): 37,56521 г.
В період Мейдзі (1891): 37,5 г.
- 1 рьо = 0,01 кан = 37,5 г.

Також використовувалася для вимірювання ваги ліків.
- 1 рьо =4 момме = 15 г.

## Валюта

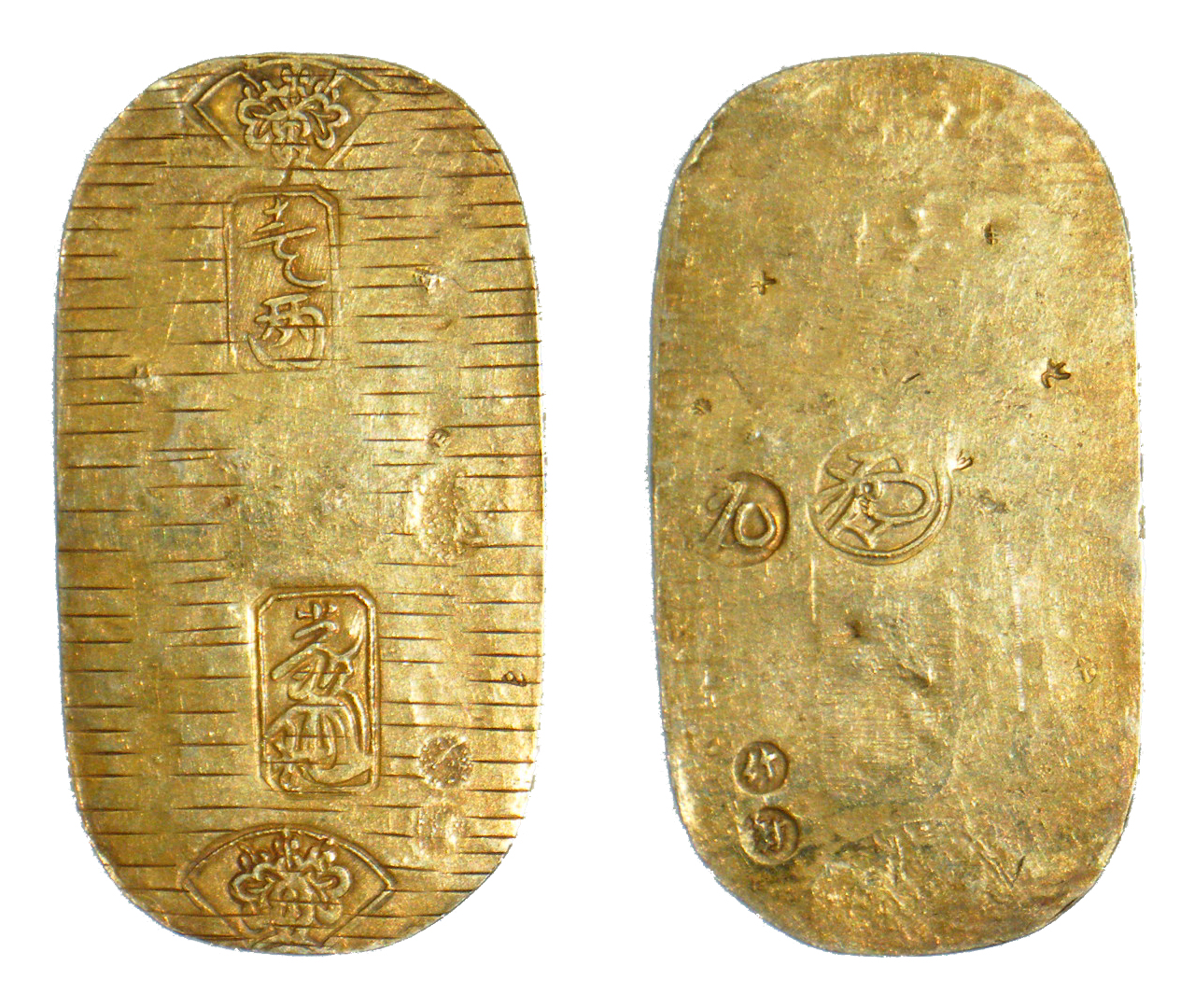
Японський кобан 18 століття в 1 рьо.

Використовувався для вимірювання золота і срібла
В період Асука: 1 рьо = 10 момме = 41,762 г.
В період Камакура: 1 рьо = 5-4 момме.
В період Муроматі: 1 рьо = 4,5 момме = 16,8 г.
В період Адзуті-Момояма: 1 рьо = 4,4 момме = 16,4 г.
В період Едо (1601): 
1 рьо золота = 4,4 момме = 16,5 г.
1 рьо срібла = 4,3 момме = 16,125 г.
В період Едо (1609): 1 рьо золота = 50 момме срібла (187 г) = 4000 мідних монет (15 кг).
В період Едо (1700): 1 рьо золота = 60 момме срібла (225 г).
В період Мейдзі (1871): 1 рьо золота = 1 єна.